# کاپورزو
کاپورزو (به ایتالیایی: Capurso) یک کومونه در ایتالیا است که در استان باری واقع شده‌است.

## خصوصیات
کاپورزو ۱۴ کیلومترمربع مساحت و ۱۴٬۹۷۶ نفر جمعیت دارد و ۷۲ متر بالاتر از سطح دریا واقع شده‌است.

## خواهرخوانده
شهر Schiller Park خواهرخواندهٔ کاپورزو هست.